# Иранский комитет защиты свободы и прав человека
Иранский комитет защиты свободы и прав человека (перс. جمعیت ایرانی دفاع از آزادی و حقوق بشر‎; англ. Iranian Committee for the Defense of Freedom and Human Rights, ICDFHR) — иранская организация, основанная в 1977 году.

## Основание
По инициативе Абольфазла Занджани и Фатоллы Банисадра, а также благодаря личным контактам и дружеским кругам, организация была основана осенью 1977 года в доме Карима Санджаби. Штаб-квартира находилась в доме рядом с Хосейнийе Эршад, сначала под прикрытием юридической фирмы, принадлежавшей Ахмаду Сайеду Джавади и Асадолле Мобашери, а затем официально как офис ICDFHR.

## Деятельность

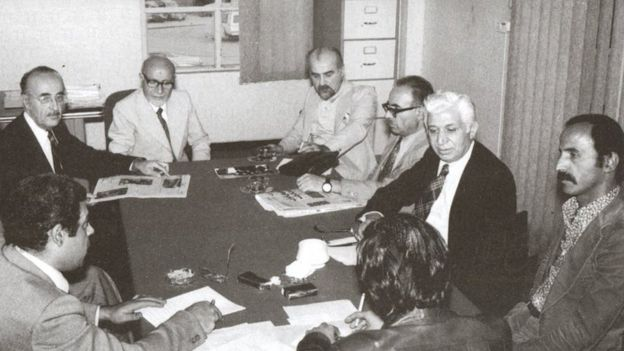
Заседание исполкома ICDFHR. Сидят слева направо: Ахмад Сайед Джавади, Мехди Базарган, Асгар Сайед Джавади, Нассер Миначи, Рахматолла Могадам Марагей и Абдолкарим Лахиджи

Первым действием они направили открытое письмо Генеральному секретарю ООН Курту Вальдхайму с жалобами на систематические нарушения прав человека в Иране. Письмо было составлено Хасаном Назихом и доставлено в ООН Ферейдуном Сахаби.
7 декабря 1977 года группа открыто заявило о своем существовании и провела свою первую публичную пресс-конференцию 12 января 1978 года. Двумя днями позже Курт Вальдхайм прибыл в Тегеран с официальным визитом и подтвердил, что он получил обращение от группы. Из США связь с организацией поддерживали – Уильям Дж. Батлер, Рэмси Кларк, Ричард Коттэм и Ричард А. Фальк .
После иранской революции ICDFHR собрал деньги у Общества Красного полумесяца и Национальной иранской нефтяной компании, возглавляемых соответственно Каземом Сами и Хасаном Назихом, которые были членами-основателями группы. Суммируя деньги, полученные от гражданского общества (например, благотворителей и торговцев базари), организация оказала финансовую помощь примерно 800 политическим заключенным бывшего режима, которые недавно были освобождены из тюрьмы.

## Состав
Профессор Хушанг Чехаби описал эту группу как основную организацию, оппозиционной власти режиму Пехлеви, которая представляла «интеллектуальную, реформистскую, средний класс».
Основателями ICDFHR были деятели оппозиции (напоминая состав центрального совета Национального фронта (II) 1960 году), в который входили светские и религиозные деятели. Из двадцати девяти членов учредительного совета только одиннадцать были из религиозных кругов, однако светские члены также были политически близки к Мехди Базаргану и «Движение за свободу Ирана». Исполнительный совет ICDFHR, состоявший из семи человек, имел равное представительство обеих фракций и избрал Базаргана председателем 6 голосами против 1. После революции члены исполнительного совета ICDFHR, которые были назначены на должность во Временном правительстве Ирана, вышли из группы, и она стала более светской.

## Репрессии САВАК против ICDFHR
Члены ICDFHR подверглись давлению со стороны тайной полиции САВАК. 8 апреля 1978 года, в тот же день, когда Хабиболла Пейман был избит на улице, трое других – Р. Могадам, М. Базарган и К. Санджаби – получили угрозы. 
В ноябре 1979 года, после того, как кабинет Базаргана ушло в отставку в результате кризиса с американскими заложниками, на офис ICDFHR было совершено нападение.